# 4372 Quincy
4372 Quincy è un asteroide della fascia principale. Scoperto nel 1984, presenta un'orbita caratterizzata da un semiasse maggiore pari a 2,9282753 UA e da un'eccentricità di 0,1274056, inclinata di 1,51726° rispetto all'eclittica.